# Дайейхмоу

Дайейхмоу (MLCTS Dha) — ဎ, да, 14-я согласная буква бирманского алфавита, относится к третьему классу ретрофлексных согласных (ဋ, ဌ, ဍ, ဎ, ဏ). Встречается только в словах из пали и санскрита. Кроме того, в «закрытом соединении», то есть в многосложных словах при соединении двух слов, одно из которых служит определением другому; при присоединении служебного слова к знаменательному или другому служебному слову, согласный второго слога может меняться на звук третьего согласного из того же класса, если первый слог кончается на гласный или носовой согласный: в частности ဋ и ဌ читаются как ဎ.
Лигатура ဍ္ ဎ = ဍ္ဎ.
В сингальском пали соответствует букве махапрана даянна мурддхаджа, тайский пали — тхопхутхау (ฒ), кхмерский пали — тхо веак тыбэй.